# Claude de Mesmes
Claude de Mesmes, comte d’Avaux (* 1595; † 9. November 1650 in Paris) aus der Familie Mesmes war ein französischer Diplomat und einer der maßgeblichen Beteiligten bei den Verhandlungen zum Westfälischen Frieden.

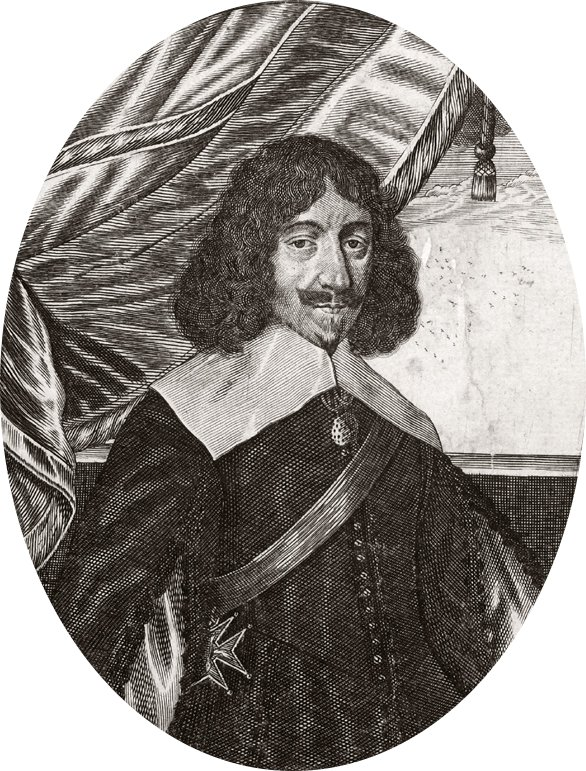
Claude de Mesmes

## Leben
Er war der zweite Sohn von Johann Jacob II. de Mesmes und der Antoinette (geb. Gressaine, auch Grossaine).
Seit 1617 war er Mitglied im Grand Conseil. Wie schon sein Vater war er seit 1623 Requestenmeister und Staatsrat. Im Jahr 1627 wurde er Gesandter in Venedig und 1632 in Rom. Er war auch als Diplomat in Mantua, Florenz und Turin tätig. Ab 1633 war er mit Missionen in Schweden, Dänemark und Polen betraut. Er war 1632 beteiligt, als Polen und Schweden einen Waffenstillstand schlossen.
Seit 1637 war er außerordentlicher französischer Legat für Deutschland mit Sitz in Danzig und insbesondere Hamburg. Er war 1641 am Hamburger Präliminarfrieden beteiligt, der die Voraussetzungen für die Friedensverhandlungen in Osnabrück und Münster legte. Obwohl Frankreich mit Schweden verbündet war, hat er sich als Katholik für katholische Institutionen im Osnabrücker Raum eingesetzt. So wurden die Klöster Gertrudenberg und Iburg wiederhergestellt. Er trat auch für die Katholiken in der niederländischen und schwedischen Diaspora ein.
Im Jahr 1642 wurde er in Frankreich Surintendant des Finances. Allerdings hatte er ein gespanntes Verhältnis zu Kardinal Mazarin. Um ihm aus Frankreich zu entfernen und wegen seiner diplomatischen Erfahrungen wurde er ab 1644 zu den Verhandlungen, die zum Westfälischen Frieden führten, entsandt. Er lebte überwiegend in der Kettlerschen Kurie am Domplatz in Münster und unterhielt ein großes Gefolge.
Über die richtige Verhandlungsstrategie kam es zu Konflikten mit dem Mitgesandten Abel Servien. Dieser genoss das Vertrauen Mazarins. Der erst 1645 anreisende Henri II. d’Orléans-Longueville hatte keine Erfolg mit seinen Vermittlungsbemühungen. Inhaltlich war Servien ein Anhänger einer französischen Expansionspolitik. Graf d’Avaux lehnte dies entschieden ab und warnte davor, die Fehler Spaniens bei einer territorialen Überdehnung zu wiederholen. Die Absicht von Graf d’Avaux zu einem schnellen Frieden mit Spanien zu kommen, hat Servien verhindert. Im Gegensatz zu Servien war der Graf bei den Verhandlungen mit den Vertretern des Kaisers bereit, notfalls auf das Elsass zu verzichten.
Insgesamt gilt der Graf als einer der maßgeblichen Verhandlungsteilnehmer und wesentlicher Mitgestalter der Verträge. Die Einflussnahme der Partei um Mazarin führte zur Abberufung des Grafen 1648 vor Unterzeichnung der Verträge. Zurück in Frankreich fiel er in Ungnade und verlor sogar zeitweise seine Besitzungen. Kurze Zeit später folgte die Rehabilitierung und er wurde noch 1648 erneut Surintendant des Finances. Er legte das Amt aber schon bald nieder und lebte in Fontainebleau.